# La Garde, Var
La Garde là một xã thuộc tỉnh Var trong vùng Provence-Alpes-Côte d’Azur, Pháp. Xã này có diện tích 15,54 km², dân số năm 2006 là 25.621 người. Xã này nằm ở khu vực có độ cao trung bình 1 mét trên mực nước biển. Danh xưng dân địa phương trong tiếng Pháp là Gardéens.